# 高壓直流輸電

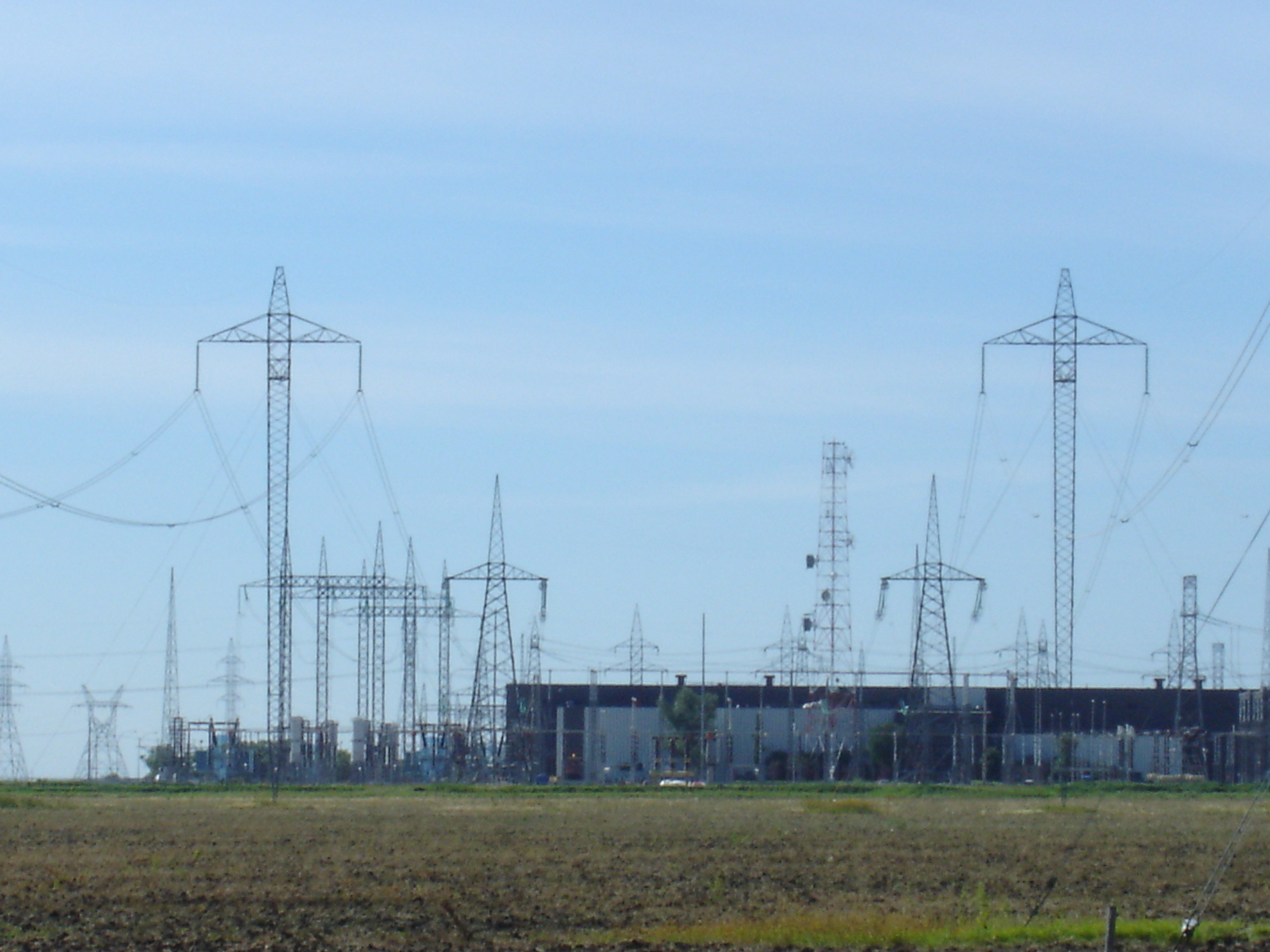
高壓直流輸電用於加拿大納爾遜河水電站

高壓直流輸電（英語：High Voltage Direct Current，HVDC）即采用高電壓的直流輸電系統。在長距離輸電與海底電纜輸電的情形下，高壓直流輸電相較於現行的交流輸電系統，傳輸電量大、損失較小，因此成本較低，但在短距離的情形下現行的交流輸電系統成本則較便宜。

## 發展過程
現時的高壓直流輸電方式使用了瑞典ASEA於1930年代開發的技術，早期的系統，包括蘇聯於1951年在莫斯科與卡希拉之間建造的直流輸電系統，及瑞典於1954年在該國內陸與哥特蘭島之間建造的10-20 MW直流輸電系統。
2019年建成的中国准东—皖南特高压直流输电工程，从新疆准东至安徽皖南，是超過3000公里的±1100kV高壓直流系統，輸電量達12GW，是现时世界上電壓最高、距離最長及輸電量最大的高壓直流系統。

## 高压直流输电的优点
与传统交流输电相比高压直流输电投资較少，电能损耗較低，因此在长距离的电能输送方面更有优势，电源点与负荷中心电输送效率更高。与交流输电相比，输出同样的功率，直流架空线路可节省约三分之一的钢芯铝线，三分之一的钢材，三分之一的线路造价，线路损耗。直流输电的电能损耗一般为每1000公里为3%，随着电压等级和结构的不同而有所差异。
高压直流输电优点主要有：
1. 於水下长距离输电，不會有電容導致升壓的問題。把兩條電線放在一起，就是電容，長度愈長，電容愈大，電壓也越不均勻，電容弄不好，會令交流電壓上升，最後使絕緣層無法承受而導致短路，必須裝置補償器而此方法在水下不可行，用直流就可以解決此問題。
2. 长距离、大容量、点对点输电。
3. 不同频率的交流電系统互联，例如日本。
4. 非同步互联，例如美國和印度國內電網是同一頻率，但並非同步。
5. 三相交流电需要三根互相绝缘的导线传输，各导线对地绝缘要按照其交流电峰值（等于{\displaystyle {\sqrt {2}}}倍有效值）设计。直流电仅需兩根导线，且其绝缘仅须按照其有效值设计（直流电峰值等于有效值），且无集肤效应，导线体积、重量和安全距离均比同容量的交流输电线为低，减少线路占地与投资。
6. 实现新能源发电点与交流系统的连接。
7. 无虛功问题，不需要线路补偿（功率因數是1）。